# Mamestra unicolor
Mamestra unicolor är en fjärilsart som beskrevs av Tutt 1891. Mamestra unicolor ingår i släktet Mamestra och familjen nattflyn. Inga underarter finns listade i Catalogue of Life.